# Blank Space
" Blank Space "는 미국의 싱어송라이터 테일러 스위프트의 노래로, 그녀의 다섯 번째 스튜디오 앨범 1989 (2014)의 두 번째 싱글이다. 스위프트는 프로듀서인 맥스 마틴, 셸백과 함께 이 노래를 만들었다. 스위프트의 연애사에 대한 언론의 비판 때문에 그녀의 '이웃집 여자'라는 좋은 평판이 훼손당하고 그녀는 'Blank Space'에서 여러 가지 낭만적인 애착을 가진 유혹적인 여성을 묘사한다. 신시사이저, 힙합 에서 영향을 받은 비트, 레이어드 보컬로 구성된 미니멀한 편곡의 일렉트로팝 트랙이다.
빅 머신 레코드는 리퍼블릭 레코드 와 협력하여 2014년 11월 10일에 미국 라디오에 "Blank Space"를 발매하였다. "Blank Space"는 2015년에 가장 많이 팔린 싱글 중 하나로, 호주, 캐나다, 아이슬란드, 스코틀랜드, 남아프리카공화국 차트에서 1위를 차지했다.Billboard Hot 100에서 7주간 1위를 차지했으며, 미국 음반 산업 협회(RIAA) 로부터 8회 플래티넘 인증을 받았다. 음악 평론가들은 이 앨범의 제작과 스위프트의 작곡을 칭찬하였다. 어떤 평론가들은 이 앨범을 1989년의 하이라이트로 꼽기도 하였다. 또한, 제 58회 그래미 어워드에서 올해의 레코드 와 올해의 노래라는 두 개의 일반 부문을 포함하여 세 개의 부문에 후보로 올랐다. 롤링 스톤은 이 곡을 2024년 개정판 역사상 가장 위대한 노래 500곡 중 320위에 선정하기도 하였다.
조셉 칸은 "Blank Space"의 뮤직비디오를 감독하였다. 스위프트는 남자친구의 불륜을 의심하며 변덕스럽게 행동하는 질투심 많은 여성으로 묘사되었다. 뮤직비디오는 2015년 MTV 비디오 뮤직 어워드에서 최우수 팝 비디오상과 최우수 여성 비디오상을 동시에 수상했으며, 롤링 스톤의 역대 최고의 뮤직비디오 100선에서도 67위를 차지했다. 스위프트는 자신의 세 차례 월드 투어인 1989 월드 투어 (2015), 레퓨테이션 스타디움 투어(2018), 그리고 에라스 투어 (2023~2024)의 노래 리스트에 "Blank Space"를 포함시켰다. 또한 여러 록 음악가들에 의해 리메이크 되었다. 2019년 스위프트의 백 카탈로그 소유권을 둘러싼 분쟁 이후에는 " Blank Space (테일러 버전) "으로 다시 녹음하여 2023년에 재녹음한 앨범 1989 (Taylor's Version) 에 수록했다.

## 탄생 배경
테일러 스위프트는 신시사이저, 드럼 패드, 오버랩 보컬이 특징인 1980년대 신스팝에서 영감을 받아서 2014년에 이전 앨범의 스타일인 컨트리음악이 아닌 다섯번째 스튜디오 앨범 1989에서 팝 프로덕션을 통합하였다. 테일러 스위프트는 2013년 중반에 네번째 스튜디오 앨범인 Red를 홍보하는 헤드라이닝 월드 투어가 시작될 때 그 앨범을 위한 노래를 쓰기 시작했다. 1989 년에 스위프트와 스웨덴 프로듀서 맥스 마틴이 총괄 프로듀서 로 활동했다. 맥스마틴과 그와 자주 협업하는 셸백은 앨범의 스탠다드 에디션에 있는 13곡 중 7곡을 제작했다.
스위프트는 건전함과 검소함을 대표하는 이웃집 소녀 이미지 덕분에 "미국의 연인"으로 알려졌었지만  일련의 유명인과의 스캔들 때문에 평판이 손상되었다. 2013년에 뉴욕 타임스는 "그녀의 데이트 사건이 시작처럼 느껴지기 시작했다"고 하였으며, 스위프트가 20대 중반의 위기를 겪고 있는 것인지에 대한 의문을 제기하였다. 탬파베이 타임스는 '1989'년 발매 전까지 스위프트의 연애사가 타블로이드의 지속적인 보도 내용이 되면서 그녀의 음악적 재능을 가리게 되었다고 지적하였다. 스위프트는 자신을 "연애광"으로 묘사하는 언론의 보도를 싫어했고, 자신의 전문적인 업적이 훼손된다며 대중 앞에서 자신의 사생활에 대해 논의하는 것을 꺼렸다. 타블로이드의 연애광적인 이미지에 관한 보도들은 그녀가 자주 쓰던 낭만적인 주제에서 벗어나서 풍자적인 노래를 쓰게 되는 계기가 되었다.

## 가사와 노래
2015년 스위프트는 GQ와의 인터뷰에서 이 노래를 통해 자신의 이미지인 '미쳤지만 매혹적이고 화려하면서 또라이같고 교활한 여자'라는 부정적인 타이틀에 대한 풍자적인 표현이 되기를 바랐다고 말했다. 그녀는 "어느 정도 그러한 이미지에 대해 우스꽝스럽다"고 생각하기 전까지는 공격받고 있는 것처럼 느꼈다. 그녀는 맥스마틴, 셸백과 함께 이노래를 공동 작곡하였다.
"Blank Space"는 버스-코러스 노래 구조를 따르다.  노래의 가사는 "마법, 광기, 천국, 죄"로 요약되는데, 음악학자인 네이트 슬론은 이것이 신비롭고 무서운 분위기를 만든다고 말했다.  노래에 한 부분에서 스위프트는 자신을 "백일몽처럼 차려입은 악몽"이라고 설명한다. 후렴구의 스위프트의 작곡 방식은 그녀가 자신의 연애사에서 영감을 받았다는 것을 알 수 있다. "전 애인 목록이 길어. 그들은 내가 미쳤다고 말할 거야 하지만 빈칸이 있어, 자기야"라는 가사 이후 짧은 침묵이 흐르고 나선 클릭하는 접이식 펜 소리가 들리며 스위프트는 후렴구를 "그리고 네 이름을 쓸게"라며 마무리한다. 노래가 발표된 후, "전 애인 목록이 길어"라는 가사는 일부 청중에 의해 "외로운 스타벅스 애호가들"로 오해를 받아 인터넷에서 토론이 시작었다. 이에 대해서 스타벅스가 언급하기도 하였다.
스위프트는 2015년 뉴 뮤지컬 익스프레스의 인터뷰에서 "Blank Space"가 발매되었을 때 "절반의 사람들은 농담을 이해하고, 절반의 사람들은 스위프트가 정신병자라고 생각할 것이다고 느꼇다."라고 했다. Sloan에 따르면 "Blank Space"의 내레이터는 신뢰할 수 없어서 실제 스위프트의 성격을 묘사한 것인지에 대한 여부는 해석에 따라 달라진다.  동시대 출판물에서 기자들은 이 트랙이 실패한 관계에 대한 1989 만의 가벼운 관점을 나타내고 스위프트가 과거 앨범에서 다뤘던 이상적인 로맨스와는 다르다고 논평했다. 또 일부 사람들은 이 노래를 통해 스위프트가 그녀의 이미지와 유명세를 둘러싼 이슈에 대해 조롱한 것이라고 했다. 이러한 말들은 그녀의 여섯 번째 스튜디오 앨범 Reputation (2017)의 기초가 되었으며, 이 앨범은 그녀의 대중적 경험과 미디어 가십을 탐구했다.
스위프트는 이 노래에서 가사와 보컬이 강조되기를 원해서 마틴과 셸백은 "Blank Space"에서 희소한 프로덕션을 사용했다. 음악적으로 "Blank Space"는 미니멀한 힙합의 영향을 받은 비트 위에 설정된 일렉트로팝 노래 이다. 애니 젤레스키는 비트가 괘종시계처럼 공명한다고 하였다.  이 노래에는 신시사이저, 타악기 기타 스트럼, 겹쳐진 백킹 보컬이 통합되어 있다. 스위프트는 구절을 노래하듯 말하며 , 후렴구에서는 제작이 더 빠르게 프로그래밍된 드럼 과 함께 절정에 달할 때 더 높은 음역으로 노래한다.  일부 비평가들은 이 노래의 최소한의 제작 방식을 Lorde의 음악, 특히 그녀의 2013년 앨범 Pure Heroine 과 비교했다. Spin ' Andrew Unterberger에 따르면 "Blank Space"는 1980년대 팝 음악의 진정성을 수용하면서도 현대적인 느낌을 더했다.

## 발매와 상업적 성과
"Blank Space"는 1989년 의 두 번째 싱글이다. 빅 머신 레코드와 리퍼블릭 레코드가 2014년 11월 10일에 리드미컬 크로스오버 라디오에서 발매했고, 다음날 2014년 11월 11일에 핫 어덜트 컨템포러리와 컨템포러리 히트 라디오에 발매하였다. 유니버설은 2014년 12월 12일 이탈리아 라디오에서, 2015년 1월 2일 독일에서는 CD의 싱글 버전을 발매했다.
"Blank Space"는 2014년 11월 15일 Billboard Hot 100 차트에서 18위로 데뷔했다.뮤직비디오 공개 직후 3주차에 1위를 차지했다. 1989 의 리드 싱글 " Shake It Off "에 이어서 1위를 차지한 것이며 스위프트는 자신의 노래를 재치고 1위를 차지한 최초의 여성이 되었다.그렇게 차트에서 7주 연속 1위를 차지했다. 2023년 8월에는 스위프트가 재녹음한 앨범 1989(Taylor's Version) 를 발표하고 Eras Tour에서 공연을 한 후 다시 스트리밍이 늘어나면서 Hot 100에 재진입하여 46위에 올랐다. 미국 음반 산업 협회 (RIAA)는 2018년 7월 "Blank Space"를 8배 플래티넘으로 인증했다. 판매량과 트랙 동등 주문형 스트리밍을 기준으로 800만 장을 의미한다. "Blank Space"sms 460만 장이 판매되었고, 2022년 10월까지 미국에서 디지털 사본이 백만 개에 달할 것으로 예상된다.
또한 호주, 캐나다, 남아프리카, 스코틀랜드 에서도 1위를 차지했다.Billboard 's 유로 디지털 송 세일즈와 핀란드 다운로드 차트에서는 정상을 차지했다. 뉴질랜드에서 2위, 폴란드, 슬로바키아, 불가리아에서 3위, 체코에서 4위, 아일랜드, 영국에서는 5위를 차지하며 국가별 레코드 차트 상위 5위에 올랐다. 호주에서는 14배 플래티넘 , 브라질에서 4배 다이아몬드 포함하여 많은 국가에서 멀티 플래티넘 인증을 받았다. 캐나다 , 폴란드 , 뉴질랜드에서는 4배 플래티넘 인증을 받았고, 영국에서는 트리플 플래티넘 인증을 받았으며, 오스트리아 , 포르투갈에서는 , 더블 플래티넘 인증을 받았다.  국제음반산업연맹 (IFPI)에 따르면 "Blank Space"는 2015년 920만 장이 팔려 8번째로 많이 팔린 노래가 되었다.

## 비판적 반응
"Blank Space"는 폭넓은 호평을 받았다. 앨범 1989년 발대 당시에는 musicOMH 의 Shane Kimberline가 앨범의 최고의 노래라고 평했다. PopMatters 의 Corey Baesley는 "2014년 최고의 팝송 후보"라고 극찬하였고, 최소한의 평가로는 "밝고 쉽게 들릴 수 있지만" 실제로는 "무기급의 전문적인 팝"라고 평했다. The 405 의 Sydney Gore도 앨범의 하이라이트로 여겼고 Fact 의 Aimee Cliff는 그녀는 자신의 연애사를 실제보다 더 과장된 방식으로 묘사하였고 그녀의 노래 중 "지금까지 가장 즐거운 노래" 중 하나로 꼽았다. Drowned in Sound의Robert Leedham은 그녀가 1989앨범에 새로운 음악 스타일을 시도하는데 성공했으며 특히 "Blank Space"를 예로 들었다고 썼다.
Observer 의 평론가 키티 엠파이어는 이 노래를 스위프트의 음악적, 가사적 성숙함을 보여주는 노래로 꼽으며 "흥미진진하게 뼈대만 남은 하부구조를 갖춘 완전한 팝송"이라고 불렀다. Los Angeles Times 에 기고한 Mikael Wood는 이 노래의 작곡 기술을 높게 평가하며 앨범의 더 나은 노래 중 하나로 선택했다. 뉴욕 타임즈 비평가 존 카라마니카는 "Swift at her peak"라는 노래가 "그녀의 힘과 단정함을 모두 주장하는 노래"라고 평했습니.반면에 The Independent '의 Andy Gill은 이노래를 "기업 반항의 진부한 표현의  [sic] 노래"이라고 부르며 비판하였다.
"Blank Space"에 대한 회고적 평가는 긍정적이었다. 2019년에 The Guardian 의 Alexis Petridis는 그녀가 발매한 최고의 싱글로 선언하며 "쉬운" 멜로디와 재치 있는 가사 덕분에 그녀의 이미지를 컨트리 싱어송라이터에서 팝스타로 바꾸는 데 성공했다고 칭찬했다. Rolling Stone의 리뷰어 Rob Sheffield는 "Blank Space 의 매 순간이 완벽하다"고 썼다. 2020년에 Paste 는 "놀랍도록 잘 만들어졌고, 중독성 있게 기억에 남으며, 정말 재밌다"고 묘사하며1989 년 최고의 노래로 선정했다. Entertainment Weekly 의 Selja Rankin도 이 앨범의 최고의 트랙으로 꼽으며 과장된 가사와 중독성 있는 1980년대 팝 사운드를 칭찬했다. 2023년 레코딩 아카데미는스위프트의 작곡과 음악성을 대표하는 13곡 중 하나로 "Blank Space"를 선정했다.

### 찬사
롤링 스톤은 2014년 최고의 노래 목록에서 6위, 2010년대 최고의 노래 목록에서 73위, 2021년 개정된 역대 최고의 노래 500곡 목록에서 357위, 2024년 개정된 목록에서는 320위에 올렸다. 타임지는 연말 최고의 노래 9위로 꼽았다. 2014년 The Village Voice ' Pazz & Jop 비평가 연말 투표에서 3위를 차지했다.Stereogum과 Uproxx 각각 2010년대 최고의 노래 목록에서 이 노래를 49위와 72위로 선정했다. 빌보드는 이 곡을 "10년을 정의한 100곡" 중 하나로 선정했다. 케이티 앳킨슨은 이 싱글이 스위프트의 트레이드마크인 자서전적 스토리텔링을 음악에 통합하는 동시에 그녀의 인식된 이미지를 조롱하면서 "새로운 자각적 팝스타의 기준을 설정했다"고 썼다. 슬랜트 매거진 이 선정한 2010년대 베스트 싱글 100곡 중 15위를 기록했다.
2015년 아메리칸 뮤직 어워드에서 올해의 노래상을 수상했다. 2016년 BMI 어워드에서 스위프트가 올해의 작곡가상을 받는 데 도움이 된 수상곡 중 하나로 선정되었다. 2016년 호주 APRA 어워드에서 올해의 국제 작품상 후보로 지명되었다. 2016년 제58회 그래미 어워드 에서 올해의 레코드, 올해의 노래, 최우수 팝 솔로 퍼포먼스 등 3개 부문에 후보로 올랐다.

## 뮤직비디오

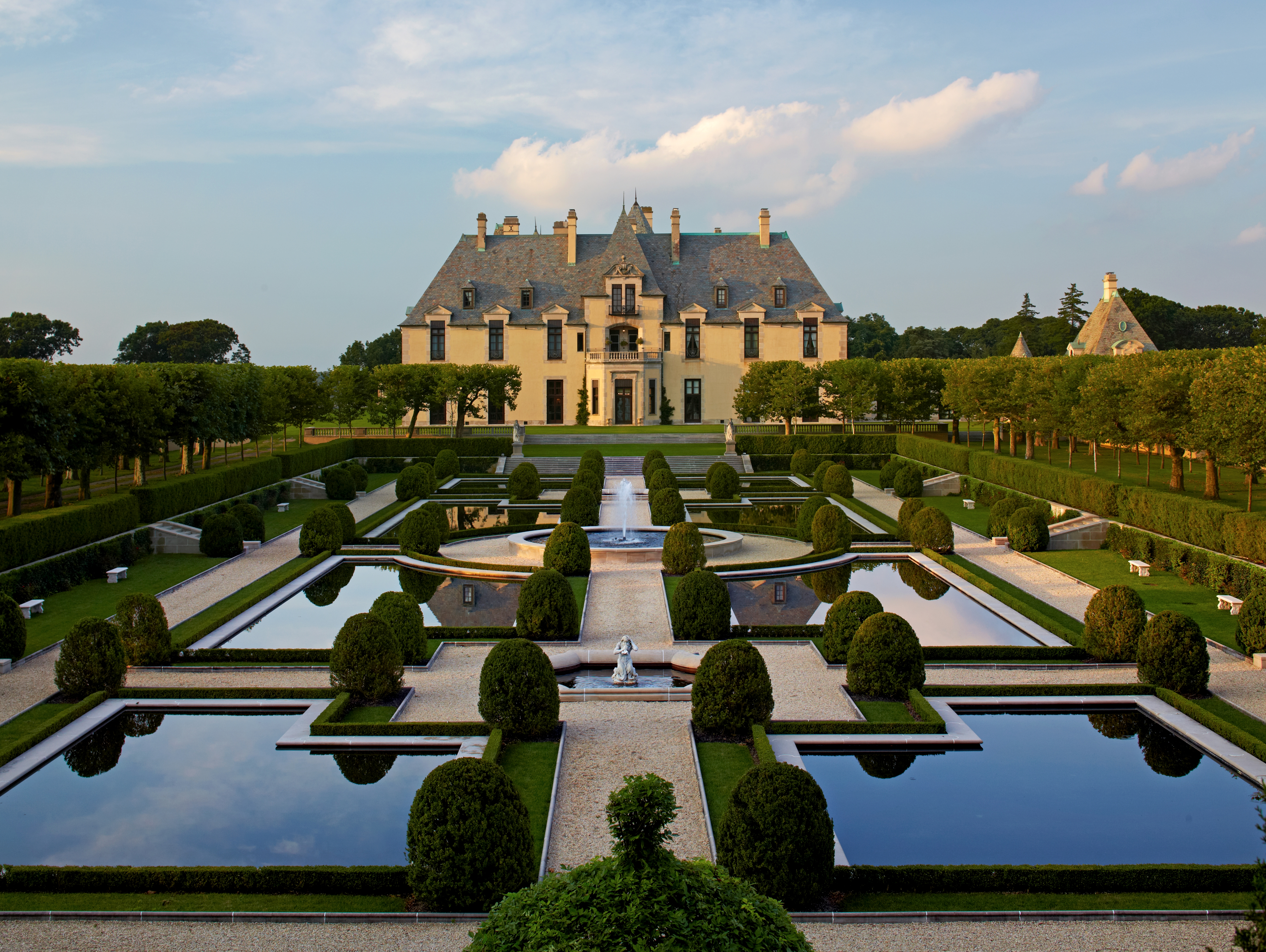
이 영상은 주로 뉴욕 롱아일랜드의 오헤카 성 에서 촬영되었다.

조셉 칸이 뮤직비디오를 감독했다. 칸은 "[그녀가 많은 남자들과 헤어진다면 문제는 남자에게 있는 것이 아니라 그녀 자신에게 있는 것일 수도 있다]는 내용을 담은 비디오를 구상했다. 사진 촬영은 롱아일랜드에 위치한 두 장소에서 진행되었다. 주요 촬영은 오헤카 성에서 이루어졌고, 몇몇 추가 장면은 울워스 부지 에서 촬영되었다. 이 영상은 2014년 9월 3일간 촬영되었다. 마지막 날은 American Express와 협력하여 만든 대화형 360° 모바일 앱인 American Express Unstaged: Taylor Swift Experience 의 촬영에 전념했다. 칸은 Mashable 에 스위프트가 시각적 장치와 이미지를 선택하는 데 철저했다고 말했다. "아티스트가 자신의 이미지를 테스트하고 싶어할 때는 항상 좋은 영역이다."
칸은 비디오의 대칭적 프레이밍 스타일을 위해 Stanley Kubrick의 1971년 영화 A Clockwork Orange 에서 영감을 얻었다. 영상은 남자 연인( 숀 오프리 )이 AC 코브라를 타고 스위프트의 캐릭터의 저택으로 향하는 장면으로 시작된다. 그들은 금세 사랑하는 연인이 되었다. 함께 춤을 추고 남자친구의 초상화를 그리며, 부지를 따라 산책하고, 말을 타기도 했다. 영상 중반쯤에 스위프트의 캐릭터는 그가 누군가에게 문자를 보내는 것을 알아차리고, 두 커플 사이에 금이 가기 시작한다. 스위프트역은 꽃병을 던지고, 그려진 초상화를 베고, 남자 친구의 옷을 태우는 등 변덕스러운 행동을 보이며, 이로 인해 그는 관계를 끝내게 된다. 남자친구가 저택을 떠나기 전, 스위프트역의 여성은 골프채를 이용해 남자친구의 차를 부수는데, 이는 타이거 우즈의 2009년 사기 스캔들을 언급하는 것이다. 그가 차를 몰고 떠난 후, 새로운 남자( Andrea Denver )가 다가와 스위프트에게 사랑에 대한 새로운 희망을 제안한다.
스위프트는 2014년 11월 11일 Good Morning America 에서 영상을 처음 공개할 계획이었지만 Yahoo! 에서 실수로 하루 전에 영상을 유출했고 그녀는 그 즉시 자신의 Vevo 계정에 영상을 게시했다. "Blank Space"의 360도 비디오 버전을 선보이는 대화형 앱인 American Express Unstaged: Taylor Swift Experience가 모바일 앱 스토어에 무료로 출시되었다. 사용자는 선형 스토리라인 전체에서 스위프트와 그녀의 연인을 따라가거나 스토리라인을 떠나 저택의 다른 방을 탐색하고 Swift의 어린 시절 사진과 같은 대화형 이스터 에그를 찾을 수 있다. 칸은 Rolling Stone 에 이 앱은 "스위프트와 더 가까워지고 싶어하는" "슈퍼팬"을 염두에 두고 만들어졌다고 말했다.

#### 리셉션
일부 언론 매체는 "Blank Space"의 서사를 Gone Girl 의 서사와 비교하면서 그녀의 캐릭터와 Gone Girl 의 주인공이 모두 "[과거에 그녀가 모든 관계에 부여했던 낭만적인 광채를] 벗겨낸다"고 언급했다. 로스앤젤레스 타임즈 의 랜달 로버츠는 스위프트가 " 오스카상 수상에 걸맞은" 연기를 펼쳤다고 썼다. Billboard는 이 영상의 영화적 품질과 미학을 칭찬했고 그녀가 자기 참조적 묘사가 "피가 가득한 케이크에 얹은 장식"과 같다고 재밌다고 했다. 가디언의 칼럼니스트 제시카 발렌티는 스위프트가 자신의 인식된 이미지를 묘사한 것을 칭찬하며 이 영상을 "페미니스트의 백일몽"이라고 불렀다. "여기서 여성에 대한 편협하고 성차별적인 풍자화가 우리의 오락을 위해 연기되고 그 우스꽝스러움이 그대로 드러난다"고 말했다.
2017년 USA Today 와 Spin은 "Blank Space"를 Swift가 만든 최고의 영상으로 여겼다. 후자는 미학적으로 화려하다고 칭찬했고 Swift의 명성을 유쾌하게 묘사한 점을 칭찬했다. 엔터테인먼트 위클리 는 2020년 1989년 싱글 중 "Blank Space"를 최고의 뮤직비디오로 선정하며 "진심으로 ' 쿠브릭적 '" 이라고 표현할 수 있는 유일한 뮤직비디오 라고 평했다. 2015년 MTV 비디오 뮤직 어워드 에서 최우수 팝 비디오상 과 최우수 여성 비디오상을 수상 하였고, MTV 비디오 뮤직 어워드 재팬 에서 최우수 인터내셔널 여성 비디오상에 후보로 지명되었다. American Express Unstaged: Taylor Swift Experience 앱은 제67회 Primetime Creative Arts Emmy Awards 에서 Original Interactive Program 부문을 수상했다. 롤링 스톤은 "Blank Space"를 역대 최고의 뮤직 비디오 100선 목록에서 67위에 올렸다.

## 라이브 공연과 다른 버전들

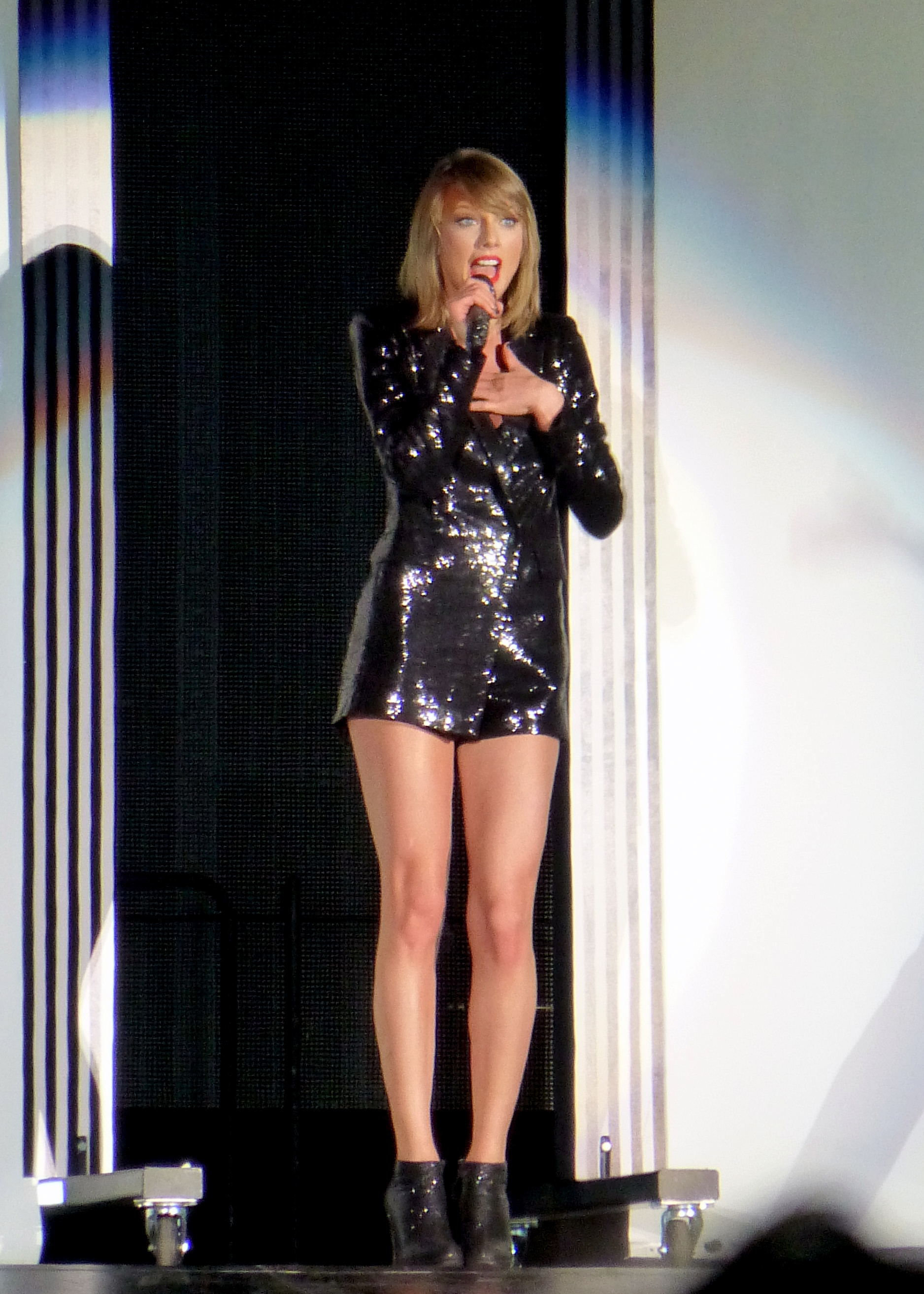
1989년 월드 투어 중 "Blank Space"를 공연하는 스위프트

Swift는 2014년 10월 27일 Yahoo!와 iHeartRadio 에서 라이브 스트리밍된 " 1989 Secret Session"에서 "Blank Space"를 불렀다. 스위프트는 2014년 아메리칸 뮤직 어워드에서 이 노래를 처음 선보였으며, 뮤직 비디오의 내러티브를 재현하여 남자친구에게 변덕스럽게 행동하는 정신병적 여성 역을 맡았다. 그녀는 11월 25일에는 The Voice에서, 12월 2일 2014 Victoria's Secret Fashion Show 에서, 그리고 12월 5일 방송된 런던의 Capital FM 의 Jingle Bell Ball 2014 에서도 불렀다.
2015년 2월 25일, 스위프트는 "Blank Space"를 부르며 2015 브릿 어워드를 시작했다. 공연 시작 당시 스위프트는 백댄서들의 실루엣이 그려진 흰색 배경 앞에서 노래를 불렀다. 이 노래는 스위프트의 3개 콘서트 투어 세트 리스트에 포함되었다. 1989 World Tour (2015), Reputation Stadium Tour (2018), 그리고 Eras Tour(2023-2024)이다. 2019년 9월 9일, 스위프트는 프랑스 파리에서 열린 City of Lover 단독 콘서트에서 이 노래를 불렀다. 그녀는 2019년 10월 19일 로스앤젤레스에서 열린 We Can Survive 자선 콘서트에서 다시 이 노래를 불렀다. 스위프트가 10년의 아티스트로 선정된 2019 American Music Awards 에서 그녀의 히트곡 메들리의 일부로 "Blank Space"를 공연했다. 런던에서 열린 Capital FM의 Jingle Bell Ball 2019 에서 다시 이 노래를 불렀고, 뉴욕시에서 열린 iHeartRadio Z100 의 Jingle Ball 2019에서도 불렀다.
2014년 American Music Awards에서 이 노래가 공연된 후, 래퍼 Pitbull은 2014년 12월 15일에 자신의 랩 구절을 담은 리믹스를 SoundCloud에 업로드했다. 레트로 음악 그룹인 Postmodern Jukebox는 그들의 커버곡에서 1940년대에서 영감을 받은 트랙으로 변형했고 록 밴드 Imagine Dragons는 2015년 2월 BBC Radio 1 Live Lounge에서 Ben E. King의 " Stand by Me "를 샘플링하여 느린 연주 버전을 선보였다. 또 다른 록 밴드인 Prevail은 2014년 12월 데뷔 싱글로 "Blank Space"의 포스트 하드코어 커버곡을 발매했다. 이 커버곡은 BillboardHot Rock Songs 에서 9위, Billboard Hot 100 에서 90위를 기록했으며 RIAA로부터 100만 트랙 동등 단위를 의미하는 플래티넘 인증을 받았다. 2024년에는 호주 음반 산업 협회 (ARIA)로부터 골드 인증을 받기도 했다
록 가수 Ryan Adams는 2015년 스위프트의 1989 트랙별 커버 앨범 에서 "Blank Space"를 커버했다. Adams는 그의 연주에서 단순화된 어쿠스틱 현악기를 통합하여 원본의 전자적 제작과 대조를 이루었다. 인디가수 Father John Misty는 2015년에 록 밴드 Velvet Underground의 스타일로 이 노래의 커버 버전을 발매했다. 이 커버는 아담스 버전을 재해석한 것으로 " I'm Waiting for the Man "이라는 곡의 멜로디를 기반으로 만들어졌다.

## 제작진
1989 년 라이너 노트 에서 가져온 크레딧
- 테일러 스위프트– 보컬, 백킹 보컬, 작곡가, 샤우팅
- 코리 바이스– 녹음 보조
- 톰 코인– 마스터링
- 세르반 게네아– 혼합
- 존 헤인스– 믹싱 엔지니어
- 샘 홀랜드– 녹음
- 마이클 일버트– 오디오 녹음
- 맥스 마틴– 프로듀서, 작곡가, 키보드, 프로그래밍
- 쉘백– 프로듀서, 작곡가, 어쿠스틱 기타, 일렉트릭 기타, 베이스, 키보드, 퍼커션, 프로그래밍, 샤우트, 스톰프

## Blank space (테일러 버전)
스위프트는 2018년 Republic Records와 새로운 계약을 체결한 후 2020년 11월에 그녀의 첫 6개 스튜디오 앨범을 다시 녹음하기 시작했다. 이 결정은 그녀와와 레이블이 발매한 앨범의 마스터를 포함하여 Big Machine Records를 인수한 음악 임원 Scooter Braun 간의 2019년 공개 분쟁에 따른 것이다. 앨범을 다시 녹음함으로써 스위프트는 새로운 마스터에 대한 완전한 소유권을 갖게 되었고, 이를 통해 그녀는 자신의 노래에 대한 상업적 사용 라이선스를 제어할 수 있었으며, 따라서 Big Machine이 소유한 마스터를 대체할 수 있었다.
"Blank Space"의 재녹음은 "Taylor's Version " 이라는 부제를 달고 1989 의 재녹음의 일부로 2023년 10월 27일에 발매되었다. 스위프트는 그녀의 이전 재녹음을 프로듀싱한 Christopher Rowe 와 함께 "Blank Space (Taylor's Version)"을 프로듀싱했다. 이 트랙은 테네시주 내슈빌에 있는 Prime Recording Studio의 Derek Garten이 엔지니어링을 맡았고, 버지니아주 버지니아 비치에 있는 MixStar Studios의 Ghenea가 믹싱을 맡았으며, 뉴저지주 에지워터 에 있는 Sterling Sound 의 Randy Merrill 이 마스터링을 맡았다. Rowe와 Sam Holland는 로스앤젤레스의 Conway Recording Studios 와 뉴욕의 Kitty Committee Studio에서 Swift의 보컬을 녹음했다.

### 리셉션
음악 평론가들은 긍정적인 평가를 내렸지만, 재녹음 제작에 대해서는 다른 의견을 보였다. The Line of Best Fit의기자 Kelsey Barnes는 "Blank Space (Taylor's Version)"가 "정확한 복제품"처럼 들린다고 언급했지만 The Independent 's Adam White는 재녹음된 노래는 Swift의 성숙한 보컬이 원래 노래의 "원시적인 열광"을 침식했다고 썼다. NME 에서 Hollie Geraghty는 "거의 10년이 지난 지금도 여전히 새 것처럼 느껴지는, 앨범의 훌륭하게 다듬어진 곡 중 하나를 선보이게 된 재녹음을 칭찬했다." "Blank Space (Taylor's Version)"은 BillboardGlobal 200 차트에서 9위를 기록했다. 국가 싱글 차트에서 재녹음된 노래는 호주(9), 캐나다(11), 뉴질랜드(12), 및 미국(12)에서 상위 20위 안에 들었다.

### 인원
1989년 라이너 노트에서 가져온 크레딧(테일러 버전)
- 테일러 스위프트– 보컬, 백킹 보컬, 작곡가, 샤우팅
- 코리 바이스– 녹음 보조
- 톰 코인– 마스터링
- 세르반 게네아– 혼합
- 존 헤인스– 믹싱 엔지니어
- 샘 홀랜드– 녹음
- 마이클 일버트– 오디오 녹음
- 맥스 마틴– 프로듀서, 작곡가, 키보드, 프로그래밍
- 쉘백– 프로듀서, 작곡가, 어쿠스틱 기타, 일렉트릭 기타, 베이스, 키보드, 퍼커션, 프로그래밍, 샤우트, 스톰

## 인증
| 국가                                                            | 인증        | 판매량/출하량 |
| --------------------------------------------------------------- | ----------- | ------------- |
| 오스트레일리아 (ARIA)                                           | 8× 플래티넘 | 560,000       |
| 캐나다 (뮤직 캐나다)                                            | 4× 플래티넘 | 320,000*      |
| 덴마크 (IFPI Danmark)                                           | 골드        | 45,000        |
| 독일 (BVMI)                                                     | 골드        | 200,000       |
| 이탈리아 (FIMI)                                                 | 플래티넘    | 50,000        |
| 일본 (RIAJ)                                                     | 골드        | 100,000*      |
| 멕시코 (AMPROFON)                                               | 골드        | 30,000*       |
| 뉴질랜드 (RMNZ)                                                 | 플래티넘    | 15,000*       |
| 노르웨이 (IFPI 노르웨이)                                        | 플래티넘    | 60,000        |
| 폴란드 (ZPAV)                                                   | 4× 플래티넘 | 200,000       |
| 포르투갈 (AFP)                                                  | 골드        | 10,000        |
| 스위스 (IFPI 스위스)                                            | 골드        | 15,000        |
| 영국 (BPI)                                                      | 2× 플래티넘 | 1,200,000     |
| 미국 (RIAA)                                                     | 8× 플래티넘 | 8,000,000     |
| *판매량을 기반으로 한 인증 · 판매량+스트리밍을 기반으로 한 인증 |             |               |

## 같이 보기
- 2014년 빌보드 핫 100 차트 1위 목록
- 2015년 빌보드 핫 100 차트 1위 목록
- 유튜브 최다 조회수 영상 목록